# Alfonso Mosquera
Alfonso Vicente Mosquera Baloy (Bella Vista, Panamá, 1 de enero de 1983), más conocido como “El Huracán” o en inglés “The Hurricane”, es un exboxeador y profesor de boxeo panameño. Comenzó su carrera cómo boxeador profesional a los 17 años, en 1998; y llegó a tener el título Superwélter Latino de la WBC en 2011. Es considerado uno de los mejores boxeadores panameños superwélter de la historia.

## Carrera
Mosquera afirmó que empezó a entrenar boxeo en 1993, a los 11 años de edad. A los 15 años Mosquera ganó la medalla de oro en la división wélter del tercer Torneo Internacional de Boxeo Olímpico, celebrado en Tijuana en 1998, esperando que Pandeportes analice este caso y ser considerado para la pensión vitalicia que reciben todos los campeones mundiales. Hizo su primer compromiso profesional a los 16 años de edad (la edad mínima son de 19 años). Peleó exclusivamente contra panameños hasta el 5 de octubre de 2001, cuando combatió contra Edison Miranda, de Colombia. Su decimosexta pelea fue su primera en el extranjero, en Miami, Estados Unidos; las tres luchas que tuvo en el mencionado país las ganó. Destacó entre casi cualquier otro boxeador panameño, por ser uno de los pocos en pelear en Dinamarca; la ha perdido contra Michael Rask por decisión unánime. En los países extranjeros en el que fue se apodaba con su apodo en inglés, “The Hurricane”.[cita requerida] Tiene un récord amateur de 85 peleas, 77 ganadas y 8 derrotadas.Fue clasificado mundial número 9 en la categoría superwelter en el ranking del Consejo Mundial de Boxeo (CMB).
El chofer de Mosquera en Montreal, Martín Racine, afirmó lo siguiente:

Cuando llevé a Huracán al gimnasio y empezó a nevar, se aterró. Puso sus dos manos en el seguro de la puerta, pensando que nos íbamos a chocar, y solo manejaba a 5 kilómetros por hora; intente calmarlo, pero todos los esfuerzos fueron en vano. Nunca olvidare su comportamiento ese día. Fue un momento especial para el boxeador panameño. 

Mosquera, que peleó contra Joachim Alcine en Montreal, afirmó que 'Alcine es mucho más peligroso que los otros 13 púgiles que lo anteceden en las clasificaciones.'

## Récord profesional
| N.º | Resultado | Registro | Rival                   | Tipo | Rd., tiempo  | Fecha      | Lugar            | Nota |
| --- | --------- | -------- | ----------------------- | ---- | ------------ | ---------- | ---------------- | --- |
| 29  | Victoria  | 22-7     | Rosario Terrazas Robles | TKO  | 3 (12) 2:36  | 27-05-2011 | Ciudad de Panamá | - WBC Latino Súper Wélter - Mosquera se retira del boxeo profesional. |
| 28  | Victoria  | 21-7     | Joel Juárez Cota        | KO   | 2 (10) 2:32  | 30-10-2010 | Colón            | |
| 27  | Victoria  | 20-7     | Daniel Edouard          | SD   | 11 (11)      | 31-07-2010 | Colón            | WBA Fedelatin Medio (supervisor: Miguel Prado) |
| 26  | Derrota   | 19-7     | Nilson Julio Tapia      | UD   | 11 (11)      | 10-06-2009 | Ciudad de Panamá | WBA Fedelatin Super Welter |
| 25  | Derrota   | 19-6     | Joachim Alcine          | TKO  | 12 (12) 2:17 | 07-12-2007 | Montreal         | WBA Mundial Súper Wélter (supervisor: Michael Welsh) |
| 24  | Victoria  | 19-5     | Oney Valdez             | UD   | 10 (10)      | 14-07-2007 | Ciudad de Panamá | |
| 23  | Victoria  | 18-5     | Santiago Samaniego      | UD   | 10 (10)      | 24-03-2007 | Ciudad de Panamá | WBA Fedelatin Súper Wélter |
| 22  | Victoria  | 17-5     | Jairo Jesús Siris       | TKO  | 3 (8) 2:29   | 05-05-2006 | Ciudad de Panamá | |
| 21  | Derrota   | 16-5     | Konni Konrad            | SD   | 10 (10)      | 28-08-2006 | Stuttgart        | WBC Mundial Juvenil Súper Medio |
| 20  | Victoria  | 16-4     | Darrell Woods           | UD   | 8 (8)        | 11-03-2005 | Tampa            | |
| 19  | Derrota   | 15-4     | Kuvonchbek Toygonbaev   | TKO  | 7 (8) 0:12   | 19-01-2003 | Melbourne        | Mosquera es derribado en el segundo y séptimo asalto. |
| 18  | Derrota   | 15-3     | Michael Rask            | UD   | 12 (12)      | 25-10-2002 | Esbjerg          | IBF Inter-Continental Súper Wélter. |
| 17  | Victoria  | 15-2     | Anthony Ivory           | UD   | 8 (8)        | 20-04-2002 | Tallahassee      | |
| 16  | Victoria  | 14-2     | Dave Hadden             | TKO  | 5 (6)        | 22-02-2002 | Miami            | |
| 15  | Victoria  | 13-2     | Javier Castillo         | DQ   | 8 (10)       | 15-12-2001 | Colón            | - Revancha de Castillo. - Castillo es derribado en el cuarto asalto. |
| 14  | Derrota   | 12-2     | Edison Miranda          | TKO  | 1 (8) 3:00   | 05-10-2001 | Ciudad de Panamá | |
| 13  | Victoria  | 12-1     | Javier Castillo         | SD   | 12 (12)      | 16-06-2000 | Juan Díaz        | - Comisión de Boxeo Profesional Panamá: Panamanian Super Wélter - WBA Fedecentro Súper Wélter - Primera pelea contra Castillo.                                                            |
| 12  | Victoria  | 11-1     | Darisnel Vergara        | UD   | 10 (10)      | 29-04-2000 | Puerto Pilón     | Revancha de Vergara. |
| 11  | Victoria  | 10-1     | Elvis Guerrero          | UD   | 10 (10)      | 26-11-1999 | Ciudad de Panamá | |
| 10  | Victoria  | 9-1      | Giovanni Duran          | UD   | 6 (6)        | 09-10-1999 | Ciudad de Panamá | Revancha de Duran. |
| 9   | Victoria  | 8-1      | Darisnel Vergara        | UD   | 6 (6)        | 17-09-1999 | Ciudad de Panamá | Primera pelea contra Vergara. |
| 8   | Derrota   | 7-1      | Juan Mosquera           | TKO  | 5 (12) 0:20  | 22-05-1999 | Ciudad de Panamá | - Comisión de Boxeo Profesional Panamá: Panamanian Super Light - Alfonso Mosquera fue derribado en el 2° y 4° asalto. - El árbitro le dedujo un punto a Alfonso Mosquera en el 3° asalto. |
| 7   | Victoria  | 7-0      | Antonio Ocasio          | TKO  | 3 (4)        | 10-04-1999 | Chepo            | - Ocasio es derribado en el primer asalto. - Ocasio no contesta al timbre en el tercer asalto.                                                                                            |
| 6   | Victoria  | 6-0      | Oldemar González        | TKO  | 3 (4) 2:30   | 13-03-1999 | David            | Revancha de González. |
| 5   | Victoria  | 5-0      | Giovanni Duran          | TKO  | 6 (6) 0:35   | 27-02-1999 | Pedregal         | Primera pelea contra Duran. |
| 4   | Victoria  | 4-0      | David Carpintero        | KO   | 1 (4) 1:43   | 30-01-1999 | Ciudad de Panamá | |
| 3   | Victoria  | 3-0      | Oldemar González        | UD   | 4 (4)        | 23-01-1999 | La Chorrera      | Primera pelea contra González. |
| 2   | Victoria  | 2-0      | Alan Niesen             | KO   | 1 (4) 1:10   | 19-12-1998 | La Chorrera      | |
| 1   | Victoria  | 1-0      | Darmel Castillo         | UD   | 4 (4)        | 05-12-1998 | Ciudad de Panamá | - Debut profesional de Mosquera y de Darmel. - El árbitro le dedujo un punto a Mosquera por golpe bajo en el tercer asalto.                                                               |

## Vida personal

### Caso Nereida Torres
El 7 de agosto de 2008, supuestamente Mosquera golpea en el vientre a su primera esposa Luz Nereida Torres Moreno, la cual permanece 4 días en coma en el Hospital Santo Tomás, antes que el 11 de agosto de ese año, fallece. Según los médicos, Torres, en teoría, murió por unos golpes que Mosquera le dio en el vientre, destrozándole todos sus órganos digestivos; pero otras fuentes afirman que fue golpeada en el pecho, rompiéndole una costilla y perforándole el pulmón. Tras la sentencia del Juzgado Cuarto de Circuito Penal, que fue dada a conocer el 20 de mayo de 2010, Mosquera fue llevado a prisión 4 meses, fue liberado, y a inicios de 2010, Mosquera fue llevado a prisión para acabar los 40 meses de condena (3 años con 4 meses). En sus peleas de 2010 y 2011, en las ocasiones que pudo pelear, fue liberado una semana, y luego es llevado de nuevo a la cárcel. Mosquera afirmó que si le dio el golpe a su esposa, pero que eso no la mató, sino que fueron los doctores que en el hospital le hicieron varias operaciones y le dejaron una gasa adentro.
En una entrevista de 2020, se le preguntó a Mosquera la razón por la cual quedó en la cárcel de La Joyita, por lo que respondió que fue un caso lamentable... Confié de un amigo que me regaló una bolsa, solo luego me di cuenta que contenía marihuana. Yo nunca tomé drogas. Por esa razón, quede detenido en La Joyita 4 años, 1 mes y 8 días (52 meses y 20 días).
El exboxeador tiene actualmente tres hijos, dos niñas y un hijo.Se creé que las dos hijas fueron de Luz Torres; mientras que el hijo se sospecha que sea de su segunda esposa.[cita requerida]